# Copiphora coronata
Copiphora coronata är en insektsart som beskrevs av Ludwig Redtenbacher 1891. Copiphora coronata ingår i släktet Copiphora och familjen vårtbitare. Inga underarter finns listade i Catalogue of Life.